# Deep Silver
Deep Silver is een dochteronderneming van Koch Media die computerspellen ontwikkelt alsmede uitgeeft. Het label is in 2002 door Koch Media opgericht. In 2018 werd Koch Media door THQ Nordic overgenomen.

## Ontwikkelstudio's
| Naam                          | Oprichting | Locatie                               | Noot                                                          |
| ----------------------------- | ---------- | ------------------------------------- | ------------------------------------------------------------- |
| Deep Silver Dambuster Studios | 2014       | Nottingham, Verenigd Koninkrijk       | Eerste studio opgericht door Deep Silver                      |
| Deep Silver Fishlabs          | 2004       | Hamburg, Duitsland                    | Verworven in 2013, daarvoor bekend als Fishlabs Entertainment |
| Deep Silver Volition          | 1996       | Champaign, Illinois, Verenigde Staten | Verworven in 2013, daarvoor bekend als Volition, Inc.         |
| Warhorse Studios              | 2011       | Praag, Tsjechië                       | Verworven in 2019                                             |

## Spellen

### Als ontwikkelaar
| Jaar | Titel                | Platform(s)               |
| ---- | -------------------- | ------------------------- |
| 2008 | The Magic Roundabout | Nintendo DS, Windows, Wii |
| 2009 | Cursed Mountain      | Windows                   |
| 2013 | Narco Terror         | Windows, Xbox 360         |

### Als uitgever
| Jaar | Titel                                                   | Platform(s)                                |
| ---- | ------------------------------------------------------- | ------------------------------------------ |
| 2004 | Alexander the Great                                     | Windows                                    |
| 2004 | Singles: Flirt Up Your Life                             | Windows                                    |
| 2005 | Singles 2: Triple Trouble                               | Windows                                    |
| 2005 | X3: Reunion                                             | Linux, OS X, Windows                       |
| 2006 | Girlzz: Life's A Party                                  | Windows                                    |
| 2006 | TrackMania Nations: Electronic Sports World Cup Edition | Windows                                    |
| 2006 | U-Boat: Battle in the Mediterranean                     | Windows                                    |
| 2006 | Warhammer: Mark of Chaos                                | Windows, Xbox 360                          |
| 2006 | Wildlife Park 2                                         | Windows                                    |
| 2008 | Baby Life                                               | Nintendo DS                                |
| 2008 | Professor Heinz Wolff's Gravity                         | Nintendo DS, Wii, Windows                  |
| 2008 | Mahjongg DS                                             | Nintendo DS                                |
| 2008 | S.T.A.L.K.E.R.: Clear Sky                               | Windows                                    |
| 2009 | 7Million                                                | Windows                                    |
| 2009 | Astrology DS                                            | Nintendo DS                                |
| 2009 | Cursed Mountain                                         | Wii                                        |
| 2009 | DJ Star                                                 | Nintendo DS                                |
| 2009 | Elite Forces: Unit 77                                   | Nintendo DS                                |
| 2009 | Fritz Chess                                             | Nintendo DS, PlayStation 3, Wii            |
| 2009 | Inferno Pool                                            | Xbox 360                                   |
| 2009 | Mytran Wars                                             | PlayStation Portable                       |
| 2009 | Neuro Hunter                                            | Windows                                    |
| 2009 | Pet Vet: Down Under                                     | Nintendo DS                                |
| 2009 | Secret Files 2: Puritas Cordis                          | Nintendo DS, Wii, Windows                  |
| 2009 | The Humans                                              | Nintendo DS, Windows                       |
| 2010 | Back to the Future: The Game                            | iOS, OS X, PlayStation 3, Wii, Windows     |
| 2010 | Emergency 2012: The Quest for Peace                     | Windows                                    |
| 2010 | Get Fit With Mel B                                      | PlayStation 3, Wii, Xbox 360               |
| 2010 | Let's Play Ballerina                                    | Nintendo DS, Wii                           |
| 2010 | Let's Play Garden                                       | Nintendo DS, Wii                           |
| 2010 | Let's Play Garden                                       | Nintendo DS                                |
| 2010 | Let's Play: Flight Attendant                            | Nintendo DS                                |
| 2010 | Lost Horizon                                            | Windows                                    |
| 2010 | Nail'd                                                  | PlayStation 3, Windows, Xbox 360           |
| 2010 | NewU Fitness First Mind Body: Yoga & Pilates Workout    | Wii                                        |
| 2010 | Prison Break: The Conspiracy                            | PlayStation 3, Windows, Xbox 360           |
| 2010 | Risen                                                   | Windows, Xbox 360                          |
| 2010 | SBK X: Superbike World Championship                     | PlayStation 3, Windows, Xbox 360           |
| 2010 | Secret Files: Tunguska                                  | Nintendo DS, Wii                           |
| 2011 | Cartoon Network: Punch Time Explosion                   | Nintendo 3DS, PlayStation 3, Wii, Xbox 360 |
| 2011 | Dead Island                                             | Windows, PlayStation 3, Xbox 360           |
| 2011 | Duke Nukem: Critical Mass                               | Nintendo DS                                |
| 2011 | Superstars V8 Next Challenge                            | PlayStation 3, Windows, Xbox 360           |
| 2011 | WRC FIA World Rally Championship                        | PlayStation 3, Windows, Xbox 360           |
| 2011 | Wildlife Park 3                                         | Windows                                    |
| 2011 | Catherine                                               | PlayStation 3, Xbox 360                    |
| 2011 | Winter Stars                                            | PlayStation 3, Wii, Xbox 360               |
| 2012 | Defenders of Ardania                                    | PlayStation 3, Windows, Xbox 360           |
| 2012 | Emergency 2013                                          | Windows                                    |
| 2012 | Iron Front: Liberation 1944                             | Windows                                    |
| 2012 | The Dark Eye: Chains of Satinav                         | Windows                                    |
| 2012 | Risen 2: Dark Waters                                    | PlayStation 3, Windows, Xbox 360           |
| 2012 | Secret Files 3                                          | Windows                                    |
| 2013 | Dead Island: Riptide                                    | PlayStation 3, Windows, Xbox 360           |
| 2013 | Memoria                                                 | Windows                                    |
| 2013 | Metro: Last Light                                       | PlayStation 3, Windows, Xbox 360           |
| 2013 | Narco Terror                                            | PlayStation 3, Windows, Xbox 360           |
| 2013 | Ride to Hell: Retribution                               | PlayStation 3, Windows, Xbox 360           |
| 2013 | Ride to Hell: Route 666                                 | PlayStation 3, Windows, Xbox 360           |
| 2013 | Sacred Citadel                                          | PlayStation 3, Windows, Xbox 360           |
| 2013 | Saints Row IV                                           | Linux, PlayStation 3, Windows, Xbox 360    |
| 2013 | Secret Files: Sam Peters                                | Linux, Windows                             |
| 2013 | X Rebirth                                               | Linux, Windows                             |
| 2014 | Sacred 3                                                | PlayStation 3, Windows, Xbox 360           |
| 2014 | NASCAR '14                                              | PlayStation 3, Windows, Xbox 360           |
| 2014 | Risen 3: Titan Lords                                    | PlayStation 3, Windows, Xbox 360           |
| 2014 | Wasteland 2                                             | Linux, OS X, Windows                       |
| 2014 | Ryse: Son of Rome                                       | Windows                                    |
| 2014 | Emergency 5                                             | Windows                                    |
| 2015 | Lost Horizon 2                                          | Windows                                    |
| 2016 | Homefront: The Revolution                               | PlayStation 4, Windows, Xbox One           |
| 2016 | Dead Island 2                                           | PlayStation 4, Windows, Xbox One           |